# Biełokluczowka
Biełokluczowka (ros. Белоключевка) – osiedle w Rosji, w obwodzie czelabińskim, w rejonie troickim. W 2021 liczyło 202 mieszkańców.